# Montello e Colli Asolani
Montello e Colli Asolani è la denominazione di alcuni vini DOC e DOCG prodotti nella provincia di Treviso.
Come suggerisce il nome, sono originari dei comuni di destra Piave situati attorno alle aree del Montello e dei Colli Asolani.
Si distinguono le seguenti tipologie:
- Rosso
- Rosso superiore
- Cabernet sauvignon
- Cabernet franc
- Chardonnay
- Chardonnay spumante
- Merlot
- Merlot superiore
- Pinot bianco
- Pinot bianco superiore
- Pinot grigio
- Prosecco (tranquillo)
- Prosecco spumante

La produzione è gestita dal Consorzio di tutela vini Montello e Colli Asolani D.O.C., con sede a Montebelluna.